# Jeanine Nibizi
Pour les articles homonymes, voir Nibizi.
Jeanine Nibizi est une femme politique burundaise, ministre de la Justice dans le gouvernement formé par Évariste Ndayishimiye à la suite de son élection en 2020. 
Avant de devenir ministre, Jeanine Nibizi occupait le poste de procureure générale de la République près la cour d'appel de Gitega.
En juin 2022, elle entre au Conseil national pour l'unité nationale et la réconciliation.